# Megaselia longula
Megaselia longula är en tvåvingeart som beskrevs av Borgmeier 1962. Megaselia longula ingår i släktet Megaselia och familjen puckelflugor. Inga underarter finns listade i Catalogue of Life.